# Akira (manga)

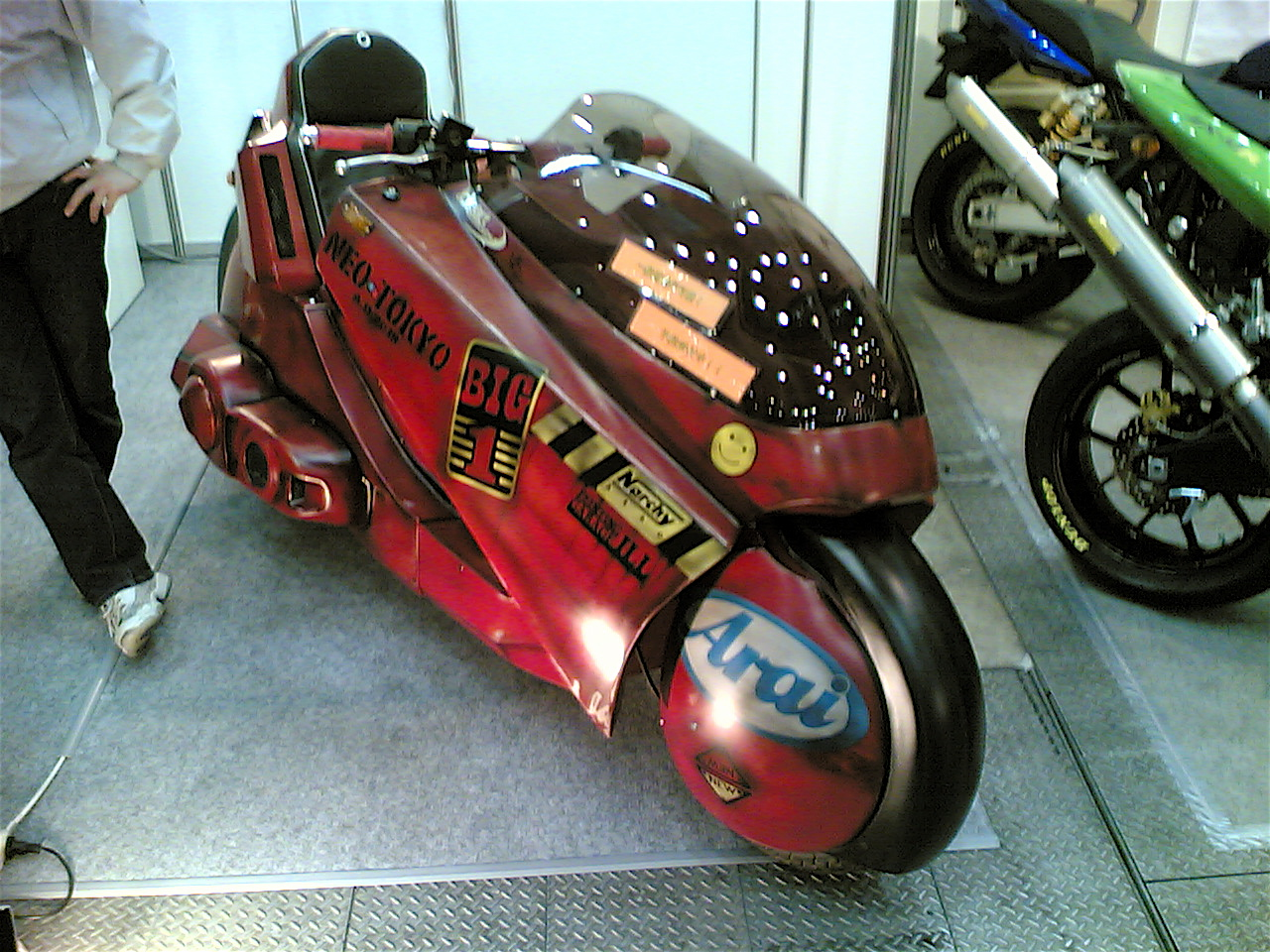
Akira-motor

Akira (Japans: アキラ) is een cyberpunk-manga geschreven en getekend door Katsuhiro Otomo.
De manga werd voor het eerst gepubliceerd in 1982 in het Japanse Young Magazine en werd in juli 1990 afgerond. De gebundelde manga's omvatten meer dan 2000 pagina's en waren door Japanse uitgever Kodansha in zes delen uitgebracht. In 1988 werd Akira voor het eerst in de Verenigde Staten uitgegeven door Epic Comics, een onderdeel van Marvel Comics, voorzien van kleur. Het verhaal werd in 38 comics verteld. In 2000 werd een Engelstalige versie van de zes bundels uitgegeven door Amerikaanse comicuitgever Dark Horse Comics.
In 2002 besloot uitgeverij Glénat om Akira in het Nederlands op de stripmarkt te brengen, in zes delen van elk gemiddeld 300 tot 400 pagina’s. Het betreft de Amerikaanse bewerking, die gespiegeld werd om de westerse leesrichting te respecteren. Het afrondende deel 6 verscheen in 2004.

## Verhaal
Akira vindt plaats in de fictieve stad Neo-Tokyo in het jaar 2019. Een nieuw type bom, wiens ontploffing de start was van Wereldoorlog III, verwoestte de stad Tokio in 1989.
De hoofdrol van het verhaal is Tetsuo Shima. Hoewel er niet echt één rol de meest prominente is, is Tetsuo de leidraad door het verhaal - Tetsuo's verhaal fungeert als link voor de verhalen van alle andere karakters. Het zijn tevens Tetsuo's handelingen en situatie die het verhaal doen beginnen en ontwikkelen.
Tetsuo is lid van een bende motorrijders, die geleid wordt door Tetsuo's beste vriend Kaneda. Tetsuo en Kaneda zijn al sinds kinds af aan samen - vanaf het moment dat Tetsuo op de kostschool kwam waar Kaneda zat. Op een nacht komt Tetsuo op de snelweg een mysterieus kind tegen. Het kind maakt deel uit van een onderzoeksprogramma van de regering naar psychokinetische krachten en is ontsnapt. Er volgt een botsing waar alleen Tetsuo verwondingen aan overhoudt. Tetsuo en het kind worden door De Kolonel meegenomen naar een onderzoeksbasis van de regering waar Tetsuo verschillende testen ondergaat. Het incident met het mysterieuze kind alsmede de testen doen Tetsuo's latente psychokinetische krachten ontwaken. Helaas eisen deze krachten hun tol, zoals te zien is wanneer Tetsuo geleidelijk aan de controle over deze krachten verliest en onder deze krachten lijdt, zowel lichamelijk als mentaal.
Wanneer Tetsuo zich ervan bewust wordt psychokinetische krachten tot zijn beschikking te hebben, komt zijn minderwaardigheidscomplex boven water dat zich heeft ontwikkeld gedurende zijn gehele leven waarin Tetsuo onderdrukt werd (of zich onderdrukt voelde) door andere, machtigere figuren dan Tetsuo. Tetsuo besluit dat hij, met behulp van zijn nieuwe krachten, de zojuist genoemde figuren een koekje van eigen deeg wil geven. Tetsuo zorgt er met extreem geweld voor dat hij leider wordt van de motorbende 'de Clowns' (een rivaliserende bende van Kaneda), om zo toegang te krijgen tot grote hoeveelheden drugs, wat het enige lijkt te zijn dat zijn voortdurende pijn, teweeggebracht door zijn snel ontwikkelende krachten, kan sussen. De Clowns worden gewelddadiger dan ooit en drijven alle andere bendes tegen hen. De andere bendes besluiten samen te werken om de Clowns tegen te houden. Het komt allemaal tot een climax wanneer Tetsuo Yamagata, een vroegere vriend en lid van Kaneda's bende, op brute wijze doodt met zijn krachten. Kaneda is bij dit gruwelijke tafereel aanwezig en zweert Tetsuo te doden -- een conflict dat gedurende het gehele verdere verhaal loopt.
Tetsuo wordt 'Nummer 41' in het onderzoeksprogramma van de regering en krijgt woord van 'Akira', ook een testsubject die grotere krachten dan Tetsuo schijnt te hebben. Akira is nummer 28 in de reeks van testsubjecten en Akira heeft de meeste vooruitgang geboekt wat betreft ontwikkelde krachten. Andere testsubjecten die tegelijk met Akira hun krachten hebben ontwikkeld zijn Kiyoko, Masaru en Takashi, ook wel 'De Kinderen' genoemd. Takashi is het mysterieuze kind waardoor Tetsuo een ongeluk kreeg op de snelweg en waarna Tetsuo's krachten zich begonnen te ontwikkelen.
De waarheid komt boven tafel: het waren de krachten, in de vorm van een mini-oerknal, van Akira die achtendertig jaar geleden Tokio verwoestten en het startsein waren voor Wereldoorlog III. Nadat Tetsuo te weten is gekomen dat Akira diep onder de grond bevroren is, zet de zelfverzekerde Tetsuo eropuit om Akira te bevrijden. Nadat Akira is bevrijd, start hij wederom een mini-oerknal die Neo-Tokyo vernietigt. Tetsuo neemt Akira dan mee en sticht het The Great Tokyo Empire met Akira als koning en zichzelf als minister. Tetsuo blijft zelf achter de schermen Akira controleren en dus in feite over alles heerst. Aan de andere kant van Neo-Tokyo neemt Lady Miyako, nummer 19 van het onderzoeksprogramma, vluchtelingen op in haar tempel en verzorgt deze. Lady Miyako's kamp en The Great Tokyo Empire proberen beiden de controle over Neo-Tokyo te krijgen. Infiltranten van het Amerikaanse leger sluipen Neo-Tokyo binnen om gegevens te verzamelen van Akira.
Nadat Tetsuo ontwaakt uit een vreselijke nachtmerrie, denkt hij dat deze nachtmerrie teweeggebracht is door Akira en besluit een kijkje in Akira's hoofd te nemen. Wat Tetsuo daar aantreft, doet hem zo erg schrikken dat hij in een catatone toestand terechtkomt. Wanneer Tetsuo eindelijk weer bij zinnen is, leert hij van Lady Miyako dat, om controle over zijn krachten te krijgen en een algeheel volwassenere staat van zijn te bereiken, hij af moet kicken omdat zijn drugsgebruik hem alleen op korte termijn helpen maar op lange termijn de ontwikkeling van zijn krachten blokkeren. Tetsuo doorgaat een zware afkickperiode, veel pijn lijdend en smachtend naar de drugs. Dan gebeurt er iets wonderbaarlijks met Tetsuo: het lijkt of hij al zijn herinneringen ophaalt, of zelfs door de tijd zelf reist. Lady Miyako noemt dit Tetsuo's 'wedergeboorte'. Tetsuo ziet beelden van zijn geboorte, van zijn tijd op de kostschool en als laatste ziet hij de vorm van een dubbele helix, gemaakt uit puin. Wanneer Tetsuo deze ervaring heeft doorstaan, belandt hij voor de voeten van Akira, en buigt voor zijn meester.
Na dit voorval lijkt Tetsuo volwassener en gebruikt, tezamen met Akira, zijn krachten roekeloos, grote hoeveelheden tegelijk verbruikend in korte tijd. Op de schepen van de Amerikaanse marine, bestuderen enkele internationale wetenschappers de 'Akira-fenomen': de mini-oerknallen. Om de onderdanen van The Great Tokyo Empire te vermaken, vernietigt Tetsuo een gedeelte van de maan. Na de maan een enorme krater heeft en dus massa mist, verandert het weerpatroon op aarde: hevige stormen ontstaan, de getijden veranderen, et cetera. Dit machtsvertoon van Tetsuo heeft veel van zijn krachten gebruikt, waardoor hij, door de hevige stress, de controle verliest over zijn lichaam en, voor een korte periode, groteske mutaties ondergaat. Tetsuo kan de immer groeiende krachten echter steeds minder de baas en verliest steeds frequenter de controle over zijn lichaam, resulterend in langdurige en frequente mutaties, zoals te zien in de gevechten tegen de marine, Kaneda, De Kolonel en Lady Miyako, Kei (een vriendin van Kaneda die ook over psychokinetische krachten beschikt) en de Kinderen.
Lady Miyako, Kei en de Kinderen strijden met Tetsuo om te trachten hem in een 'perfecte staat' te brengen - door Tetsuo op te jagen, roepen ze zo veel mogelijk van zijn krachten op. Ze willen 'Nummer 41's volledige kracht in Akira werpen', en daarna de Kracht inwaarts te sturen, niet wetend wat dat precies voor gevolgen zal hebben.
Tetsuo 'ontwaakt' (heeft zijn perfecte staat bereikt) en start een mini-oerknal die dreigt Neo-Tokyo te vernietigen en, mogelijk, de gehele wereld. Akira begint tegelijkertijd ook een mini-oerknal die Tetsuo en Tetsuo's mini-oerknal absorbeert. Kaneda geraakt ook in Akira's oerknal en heeft daarbinnen toegang tot Tetsuo's onderdrukte gevoelens en herinneringen, omdat deze nu niet meer in Tetsuo's lichaam huizen. Op een gegeven moment herleeft Kaneda de eerste ontmoeting tussen hem en Tetsuo op de kostschool. Tetsuo was toen bang van Kaneda, maar de Kaneda die de herinneringen herleeft zegt dat Tetsuo niet bang hoefde te zijn - dat Kaneda alleen maar zijn vriend wilde zijn. "Dan verandert de flashback in een hypothetisch verleden. De kleine Tetsuo stopt en draait zich verbaasd om. Hij lacht en zegt dat hij blij is met een nieuwe vriend. De vraag dringt zich op: zou het hele drama ooit hebben plaatsgevonden als het werkelijk zo was gelopen? De destructie van een miljoenenstad, gereduceerd tot de keuze van een kind."
Kei is in staat om Kaneda uit de mini-oerknal te redden. Dan verdwijnen de twee oerknallen. Neo-Tokyo staat nog, hoewel de stad wederom hevige schade heeft opgelopen.
Wanneer een vredesmacht van de Verenigde Naties Neo-Tokyo binnenkomt, stichten Kaneda en Kei wederom The Great Tokyo Empire en sturen de V.N. troepen weg uit hun land, mededelend dat Akira nog onder hen leeft.

### Extra materiaal
Een kort verhaal genaamd 'Candy Flower Napalm', geschreven door Warren Ellis en door Terry Shoemaker geïllustreerd, werd in Akira #38 (van Epic Comics) uitgegeven. Het verhaal vertelt over de droom die Lady Miyako had toen zij in haar coma lag. De droom is een visioen van de toekomst en toont onder andere Tetsuo, het drugsgebruik van de jongeren en de vernietiging van Neo-Tokyo.

## Vernoemingen
- In 1988 is van de manga een anime gemaakt, tevens onder de naam Akira.
- In 2016 werd tijdens het MaNGA-project een nieuw sterrenstelsel ontdekt dat door de ontdekker Akira genoemd werd.